# Agustín Argüelles
 (février 2024).
Pour les articles homonymes, voir Argüelles.
Agustín Argüelles (1776-1844) est un orateur et homme politique espagnol.

## Biographie
Né à Ribadesella (Asturies), d'une famille noble, mais pauvre, il avait rempli avec succès diverses missions au Portugal et en Angleterre lorsque commença le soulèvement de l'Espagne contre les Français.
Réfugié à Cadix avec les autorités supérieures, il contribua à y organiser une représentation nationale, fut élu député des Asturies et membre du comité chargé de rédiger une constitution. Il fit, à ce sujet, en 1810, le rapport d'où sortit la célèbre constitution de 1812. Argüelles était très actif dans la franc-maçonnerie, il devint grand maître du Grand-Orient d'Espagne fondé par Joseph Bonaparte, puis parvint à faire fusionner les deux Grands Orients qui se faisaient concurrence en Espagne ; il en resta le grand maître jusqu'à 1821. Il crée ensuite un Suprême conseil, dont il fut le Souverain Grand Commandeur.
Proscrit comme libéral en 1814, il fut condamné par le roi Ferdinand VII à dix ans de galères au préside de Ceuta.
Il ne recouvra la liberté qu'à la révolution de 1820, et fut alors nommé ministre de l'Intérieur, puis président des Cortès. Il déploya au pouvoir autant de modération que de désintéressement, mais n'en fut pas moins forcé de s'exiler lors de la réaction de 1823, et ne put revoir sa patrie qu'en 1834.
Nommé en 1840 tuteur de la reine Isabelle II, il conserva ces hautes fonctions jusqu'à la majorité de la princesse : il se montra constamment l'adversaire de la reine mère Christine. Tout le monde rendait hommage à sa probité et à sa capacité. Son éloquence l'avait fait surnommer, avec quelque exagération, le divin.